# Biert-Dag
Biert-Dag (ros. Берт-Даг) – wieś w Rosji, w Tuwie, w kożuunie ties-chiemskim. W 2010 liczyła 1034 mieszkańców.